# Clarence Edward Dutton
Clarence Edward Dutton, född 15 maj 1841 i Wallingford, Connecticut, död 4 januari 1912 i Englewood, New Jersey, var en amerikansk militär och geolog.
Dutton studerade vid Yale University, deltog i amerikanska inbördeskriget och inträdde 1875 i US Geological Survey, där han deltog i de geologiska pionjärarbetena i västra USA, och i 15 år arbetade han i Klippiga bergen. År 1887 fick han ledningen för arbetena inom vulkanisk geologi vid geologiska undersökningen, och inom det militära avancerade han 1890 till major.
Dutton publicerade sin forskning i talrika framstående arbeten, av vilka flertalet behandlar frågor från den dynamiska geologin. Han beskrev Grand Canyon och framställde därvid en teori om dalbildningen. Han skildrade vulkaner i Arizona och södra Colorado samt på Hawaii och han gav en framställning av det stora jordskalvet i Charleston, South Carolina 1886. Han förknippas särskilt med teorin om isostasi i jordskorpan, vilken han först framställde. Enligt denna råder i jordskorpan en tendens till utjämning av rubbningar av jämviktstillståndet, vilka åstadkommits genom massförflyttningar i eller på jordskorpan, vare sig dessa förorsakats av denudation (erosion) och avlagring eller av tektoniska rörelser.